# 中野市農業協同組合
中野市農業協同組合（なかのしのうぎょうきょうどうくみあい）は、長野県中野市に本部を置く農業協同組合。通称JA中野市。

## 組合員数
- 8,273人（平成25年2月28日現在）

## 所管区域
- 中野市（旧豊田村域を除く）

## 沿革
1964年（昭和39年）4月1日に発足。

## 主な産物
主な産物は「えのき・ぶなしめじ・ぶどう・りんご・もも」などのきのこ類から果実まで幅広い。

## マスコットキャラクター
マスコットキャラクターは「えのたん」。2012年発表。エノキタケがモチーフ。デザイナーは柏原晃夫。

## 購買店舗
- オランチェ（中野市）